# ألكس غونزاليس
ألكس غونزاليس (بالإسبانية: Alexander González) هو لاعب كرة قاعدة فنزويلي، ولد في 15 فبراير 1977 في كاغوا ‏ في فنزويلا.

## وصلات خارجية
- ألكس غونزاليس على موقع دوري كرة القاعدة الرئيسي (الإنجليزية)
- ألكس غونزاليس على موقعبيزبول رفرنس.كوم (الدوري الرئيسي) (الإنجليزية)
- ألكس غونزاليس على موقعبيزبول رفرنس.كوم (الدوري الثانوي) (الإنجليزية)
- ألكس غونزاليس على موقع إي إس بي إن.كوم (أم.أل.بي) (الإنجليزية)
- ألكس غونزاليس على موقع مشجعي الرسوم البيانية (الإنجليزية)